# Gaongo (departamento)
Gaongo é um departamento ou comuna da província de Bazèga no Burkina Faso. A sua capital é a cidade de Gaongo.
Em 1 de julho de 2018 tinha uma população estimada em 35807 habitantes.